# Kenneth Taylor
Kenneth Ina Dorothea Taylor (Alkmaar, 2002. május 16. –) holland válogatott labdarúgó, az Ajax játékosa.

## Pályafutása

### Klubcsapatokban
A Foresters korosztályos csapataitól került az Ajax akadémiájára. 2018. október 15-én mutatkozott be a Jong Ajax csapatában a Jong PSV ellen a 70. percben Jasper ter Heide cseréjeként. 2020. december 12-én az első csapatban is debütált a PEC Zwolle elleni bajnoki találkozón. 2020 novemberében 2024 nyaráig szóló szerződést írt alá a klubbal.

### A válogatottban
Pályára lépett a 2019-es U17-es labdarúgó-Európa-bajnokságon és az U17-es labdarúgó-világbajnokságon. 2022. szeptember 22-én mutatkozott be felnőtt válogatottban Lengyelország elleni 2022–2023-as UEFA Nemzetek Ligája találkozón. Bekerült a 2022-es labdarúgó-világbajnokságra utazó keretbe.

## Statisztika

### A válogatottban
2022. szeptember 24-én frissítve.
| Hollandia | Hollandia       | Hollandia |
| Év        | Pályára lépések | Gólok     |
| --------- | --------------- | --------- |
| 2022      | 2               | 0         |
| Összesen  | 2               | 0         |

## Sikerei, díjai

### Klub
- Ajax
  - Eredivisie: 2020–21, 2021–22
  - Holland kupa: 2020–21[10]

### Válogatott
- Hollandia U17
  - U17-es labdarúgó-Európa-bajnokság: 2019[11]

## Külső hivatkozások
- Kenneth Taylor adatlapja a Transfermarkt oldalon (angolul)
- Kenneth Taylor adatlapja a Soccerway oldalon (angolul)